# Homalomena jacobsiana
Homalomena jacobsiana är en kallaväxtart som beskrevs av Alistair Hay. Homalomena jacobsiana ingår i släktet Homalomena och familjen kallaväxter.
Artens utbredningsområde är Papua Nya Guinea. Inga underarter finns listade.